# TT del Cigne
TT del Cigne (TT Cygni) és un estel variable de la constel·lació del Cigne. Situada a uns 2.020 anys llum del sistema solar, TT Cygni és un dels escassos estels de carboni observables, sent el seu tipus espectral CV4.
TT Cygni és una gegant vermella 3.050 vegades més lluminosa que el Sol. Té una temperatura efectiva de 2.825 K i des de la seva superfície bufa un fort vent estel·lar. Imatges en ràdio-freqüència mostren que hi es envoltada d'un fi anell de 0,25 anys llum de radi, en realitat una coberta de gas en expansió des de fa 6.000 o 7.000 anys. S'expandeix a una velocitat de 12,6 km/s i el seu centre està desplaçat respecte a l'estel visible. La velocitat relativa de l'estel respecte a l'anell pot explicar-se considerant que TT Cygni és un sistema binari l'acompanyant del qual, de massa semblant a la del Sol, estaria a unes 1.000 ua.
La magnitud aparent de TT Cygni oscil·la entre +7,5 i +8,0. S'han observat almenys tres períodes de 116, 390 i 187 dies.